# Мариничева, Елена Владиславовна
Елена Владиславовна Мариничева (род. 2 ноября 1954, с. Беленькое Запорожской области) — российская журналистка и переводчица с английского и украинского языков.

## Краткая биография
С 1958 года в Запорожье. Окончила в 1972 году украинско-английскую школу № 31 в Запорожье с золотой медалью, в 1978 г. — факультет журналистики Московского государственного университета им. Ломоносова (кафедра литературной критики). Ученица профессора Анатолия Георгиевича Бочарова, создателя кафедры литературной критики в МГУ. Работала и печаталась в московских изданиях «Известия», «Клуб», «Культура и жизнь», «Московские новости», «Общая газета», «The New Times», «Новая газета», «Компьютерра».

## Творчество
С середины 1990-х стала заниматься художественным переводом. Первыми переводами с английского стали книги научной фантастики при кураторстве со стороны известной переводчицы Рэя Бредбери Татьяны Николаевны Шинкарь.
В настоящее время в её переводе выходят книги современных украинских авторов. Литературно-критические статьи и переводы публикуются также в литературных журналах и на интернет-порталах «Новый мир», «Дружба народов», «Новая Юность» и др.
Член Союза журналистов, член Международной Федерации переводчиков, член Гильдии «Мастера литературнoгo перевoда», член творческого сообщества "Pen Ukraine (c 2018 года).

## Общественная позиция
В декабре 2013 года подписала открытое письмо писателей России к писателям и народу Украины с в связи с событиями в Киеве, а 19 марта 2014 года поддержала Заявление Первой сессии Конгресса интеллигенции.

## Награды
- Лауреат премии журнала «Новый мир» за переводы с украинского и рецензии на новинки украинской литературы (2011).
- Лауреат специальной премии имени Норы Галь за переводы короткой прозы с украинского языка (2022)[5].

## Мнение
Она не только переводит, но и пишет статьи о литературе Украины, её истории и современности, рецензии на новейшие украинские книги, упрямо работая таким образом на взаимопонимание между нашими народами. Сейчас, когда оно на наших глазах становится всё невозможнее, такие усилия важны более, чем когда бы то ни было. — Ольга Балла-Гертман

## Переводы книг
- Джон Стиц. Салон «Забвение» (Memory Blank). Встречи на «Красном смещении» (Redshift Rendezvous). Перевод с английского Л. Левкович-Маслюка и Е. Мариничевой. // Джон Стиц. Салон «Забвение». М.: АСТ 1997.
- Иган, Грег. Карантин (Quarantine); Сейф (The Safe-Deposit Box); Видеть (Seeing); Похищение (A Kidnapping); Неустойчивые орбиты в пространстве лжи (Unstable Orbits in the Space of Lies) Перевод с английского Л. Левкович-Маслюка и Е. Мариничевой // Грег Иган. Карантин (Quarantine). М.: АСТ-ЛТД, 1997.
- Оксана Забужко. Полевые исследования украинского секса. Цветная проза. Перевод с украинского Е. Мариничевой. М.: «Независимая газета», 2001.
- Мария Матиос. Нация. Перевод с украинского Е. Мариничевой М.: «Братонеж», 2007.[7]
- Оксана Забужко. Полевые исследования украинского секса. Перевод с украинского Е. Мариничевой. М.: «АСТ», 2007.
- Оксана Забужко. Полевые исследования украинского секса. Роман. Перевод с украинского Е. Мариничевой. М.: «Дружба народов», 2008.
- Евгения Кононенко. Без мужика. Сборник рассказов и эссе. Перевод с украинского Е. Мариничевой . М.: «Флюид», 2009.
- Мария Матиос. Даруся сладкая. Солодка Даруся. Перевод с украинского Е. Мариничевой. Львов: «Пирамида», 2010 (двуязычное издание).
- Оксана Забужко. Музей заброшенных секретов. Перевод с украинского Е. Мариничевой. М.: «АСТ», 2013.
- Мария Матиос. Черевички Божьей Матери. Перевод с украинского Е. Мариничевой. Харьков: «Фолио», 2015.
- Небo этoгo лета. Рассказы украинских писателей. Перевод с украинского Е.Мариничевой. М.: «Три квадрата», 2015.
- Ричард Барбрук. Интернет-революция. Перевод с английского Л. Левкович-Маслюка и Е. Мариничевой. Москва: «Ад Маргинем Пресс», 2015.
- Таня Малярчук. Лав-Из. Перевод с украинского Е. Мариничевой М.: «АСТ», 2016.
- Сергей Жадан. Интернат. Перевод с украинского Е. Мариничевой . Черновцы: «Меридиан Черновиц», 2017.

## Публикации переводов в журналах
- Жадан, С. В. Никогда не интересуйся политикой (отрывок из «Anarchy in the UKR»). Пер. Е. Мариничевой // Компьютерра. 2005, № 35 (29 сентября).
- Евгения Кононенко. Три рассказа (Поцелуй в попку; Полтора Григорюка; Колоссальный сюжет). Перевод с украинского Е. Мариничевой //Дружба Народов 2008, N 3.
- Малярчук, Таня. Рассказ. Я и моя священная корова. Перевод с украинского Е. Мариничевой // Новый Мир. 2008, N 12
- Малярчук, Таня. Покажи мне Европу… : рассказы. Перевод с украинского Е. Мариничевой // Новый мир. 2010, N 6, с. 113—120.
- Малярчук, Таня. Aurelia aurita: рассказ. Перевод с украинского Е. Мариничевой // Дружба народов. 2010, N 8, с. 113-128.
- Малярчук, Таня. Зверослов: рассказы. Перевод с украинского Е. Мариничевой // Новый мир. 2011, N 6, с. 838.
- Малярчук, Таня. Мы. Коллективный архетип: рассказ. Перевод с украинского Е. Мариничевой // Новый мир. 2015, № 9, с. 75-92.
- Малярчук, Таня. Цветка и её я: рассказ. Перевод с украинского Е. Мариничевой. // Новый мир. 2009, N 6, с. 117-126.
- Забужко, Оксана. Музей заброшенных секретов : главы из книги. Перевод с украинского Е. Мариничевой и В. Горпинко. // Новый мир. 2011, N 7, с. 6-58.
- Забужко, Оксана. Музей заброшенных секретов: главы из книги. Перевод с украинского Е. Мариничевой. // Новый мир. 2011, N 10, с. 29=72.

## Семья
- Отец Владислав Николаевич Мариничев (1926—1995)
- Мать Раиса Ивановна Мариничева (1928—2014).
- Супруг Леонид Иванович Левкович-Маслюк (с 1974 г.)
- Сыновья Иван (р. 1975) — географ и Фёдор (р.1989) — физик-теоретик.